# Smalbladig lyktört
Smalbladig lyktört (Physalis longifolia) är en potatisväxtart som beskrevs av Thomas Nuttall. Enligt Catalogue of Life ingår Smalbladig lyktört i släktet lyktörter och familjen potatisväxter, men enligt Dyntaxa är tillhörigheten istället släktet lyktörter och familjen potatisväxter. Arten förekommer tillfälligt i Sverige, men reproducerar sig inte.

## Underarter
Arten delas in i följande underarter:
- P. l. subglabrata
- P. l. texana

## Bildgalleri

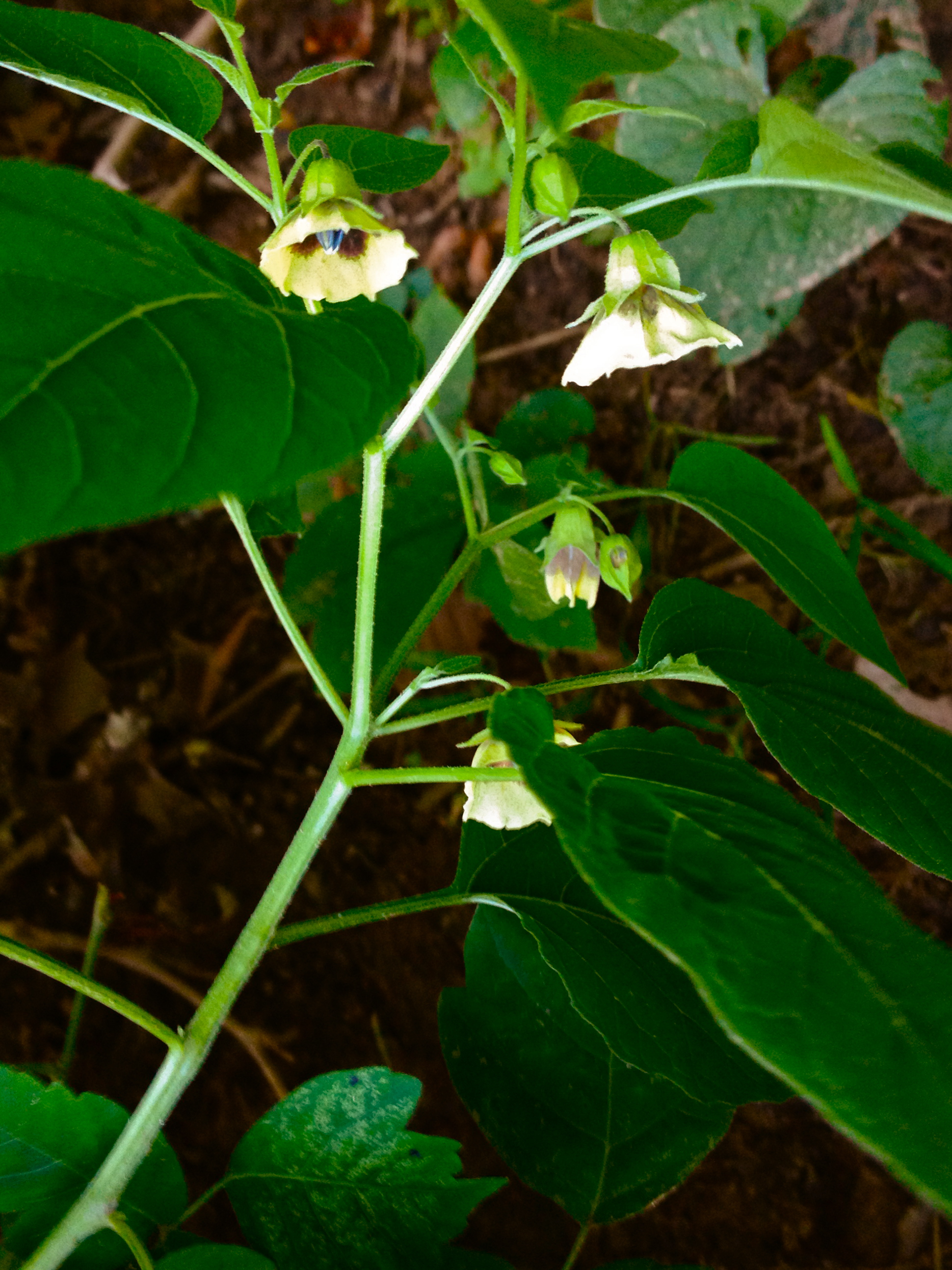
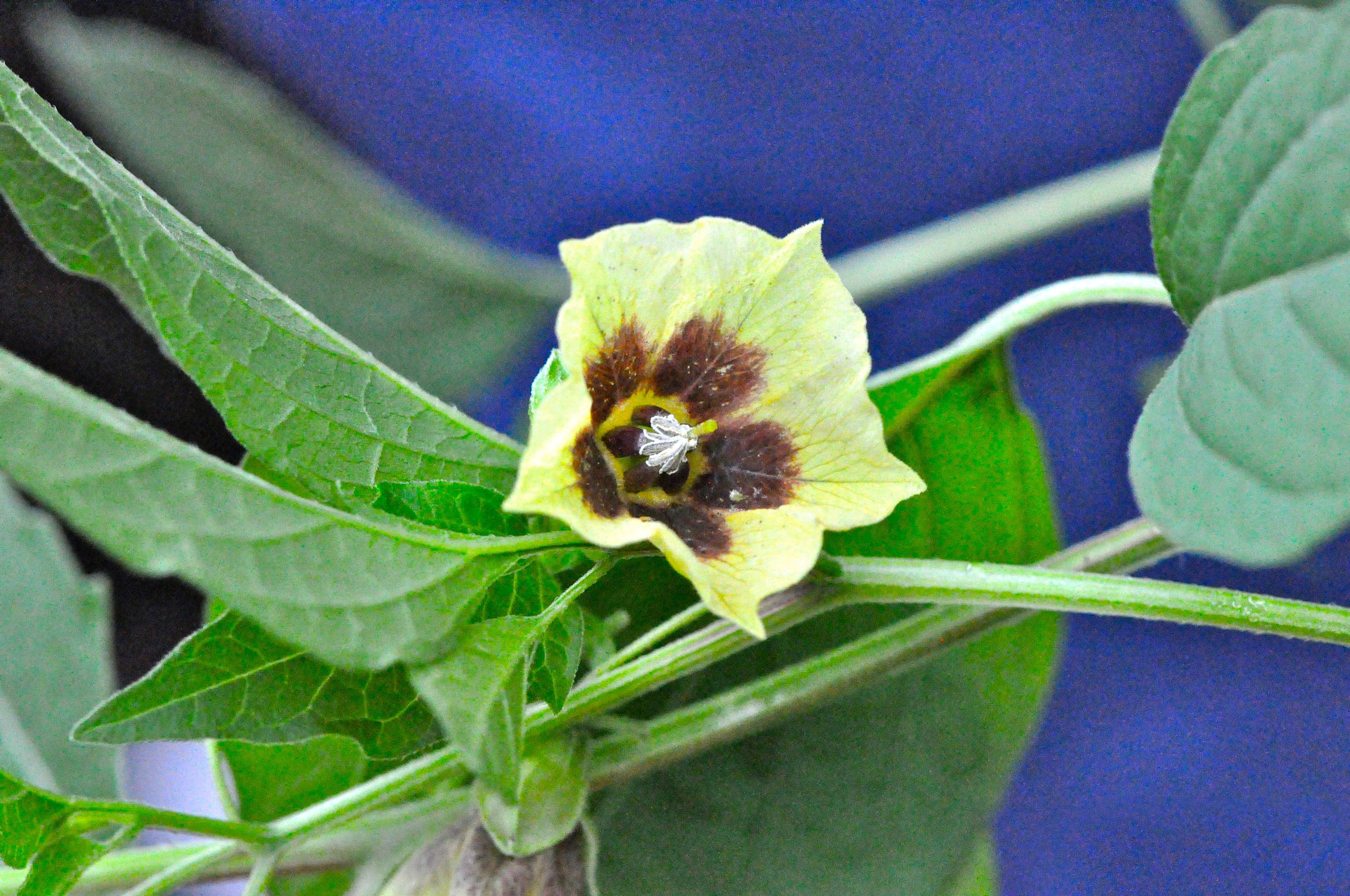
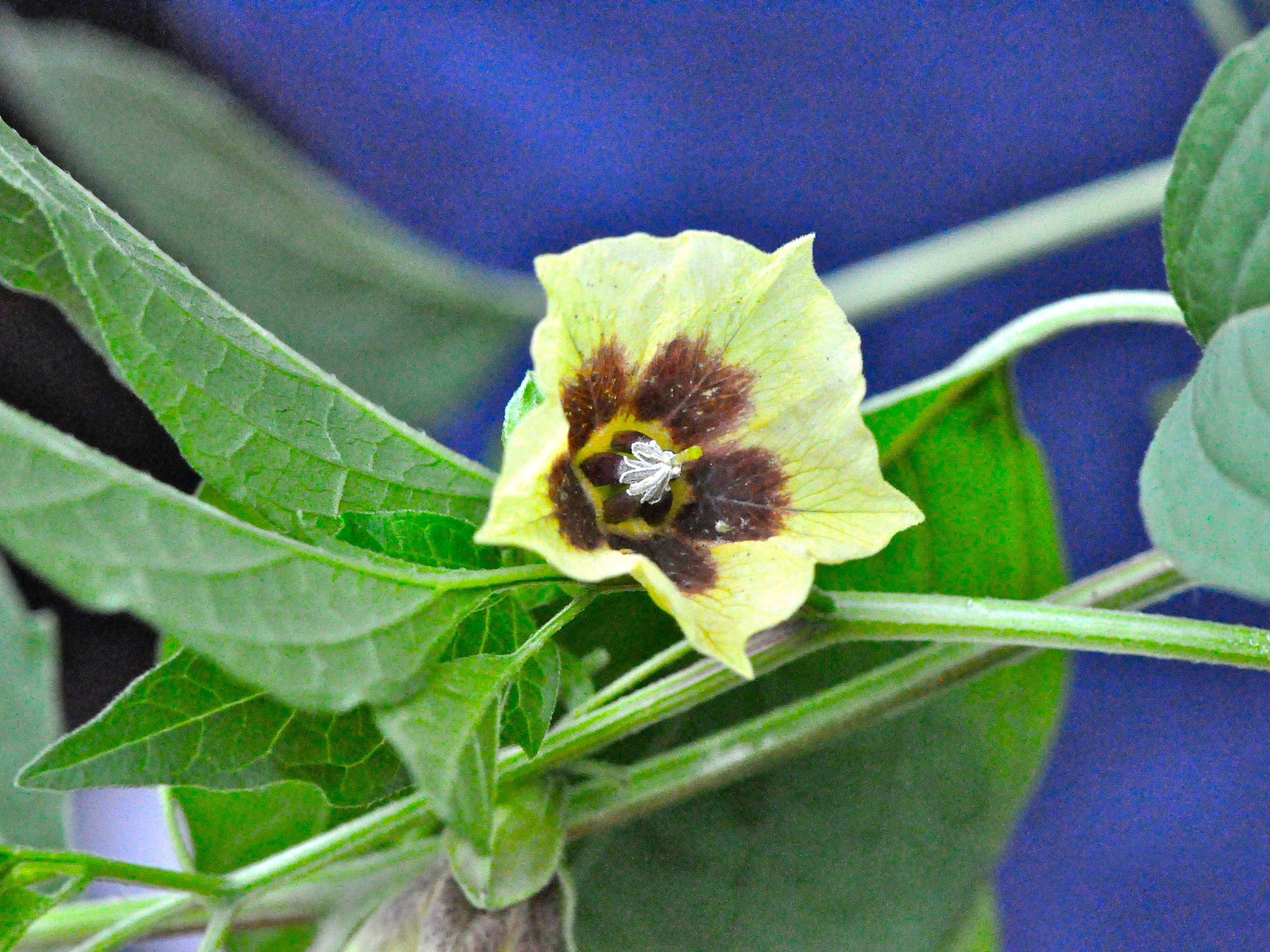
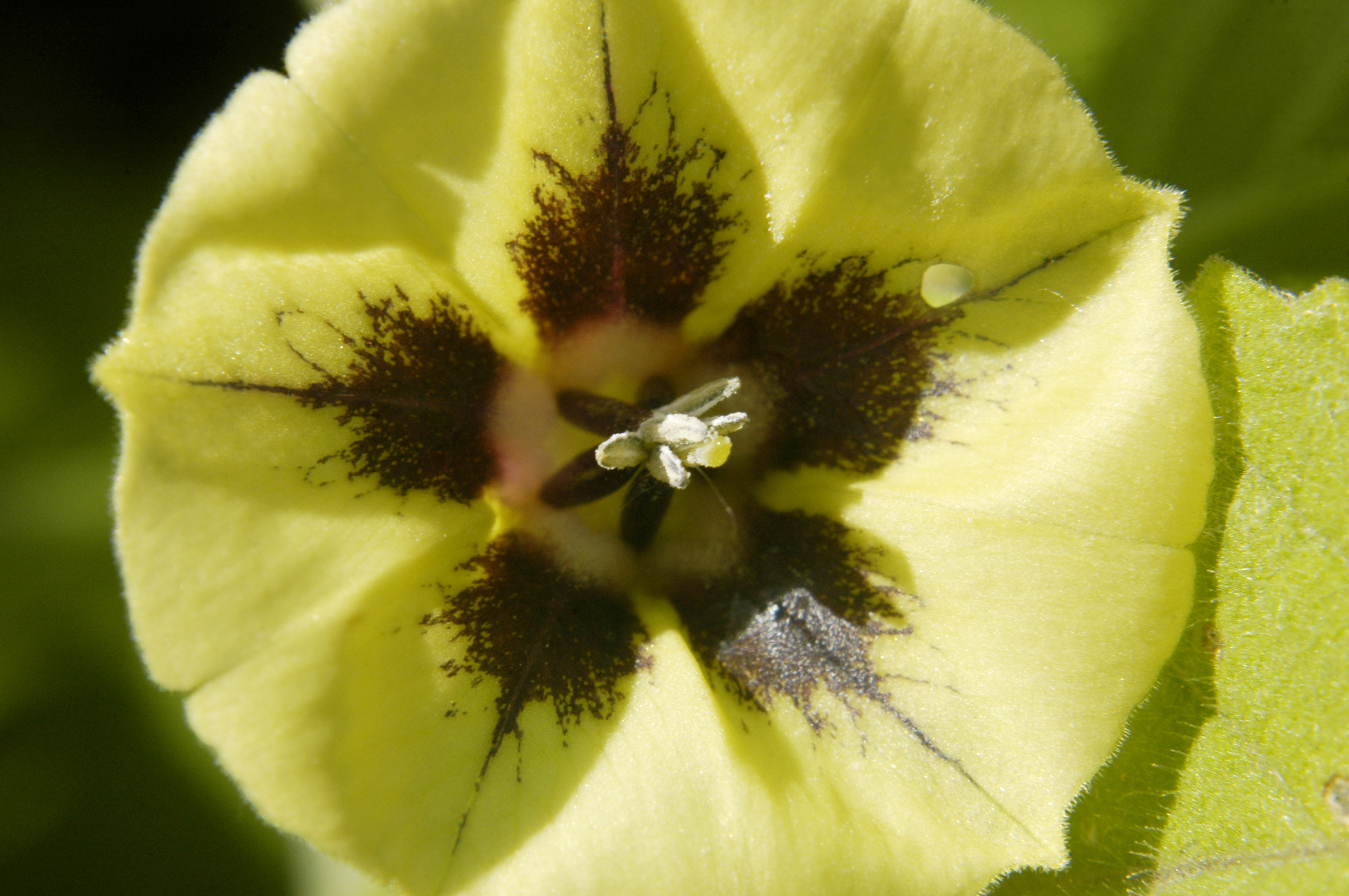